# Nordic walking

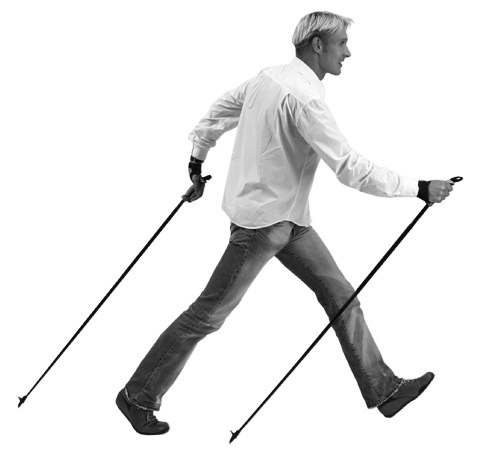
Nordic Walking

A Nordic walking vagy ski walking (magyarul: skandináv gyaloglás, síjárás vagy botsport) egy sportág, amelynek lényege, hogy egy pár speciális bot és különleges gyaloglótechnika segítségével  hatékonyan, ugyanakkor kímélő módon fejleszthető az állóképesség, az izomerő, a mozgáskoordináció. Nélkülözhetetlen kellékei a speciális botok.

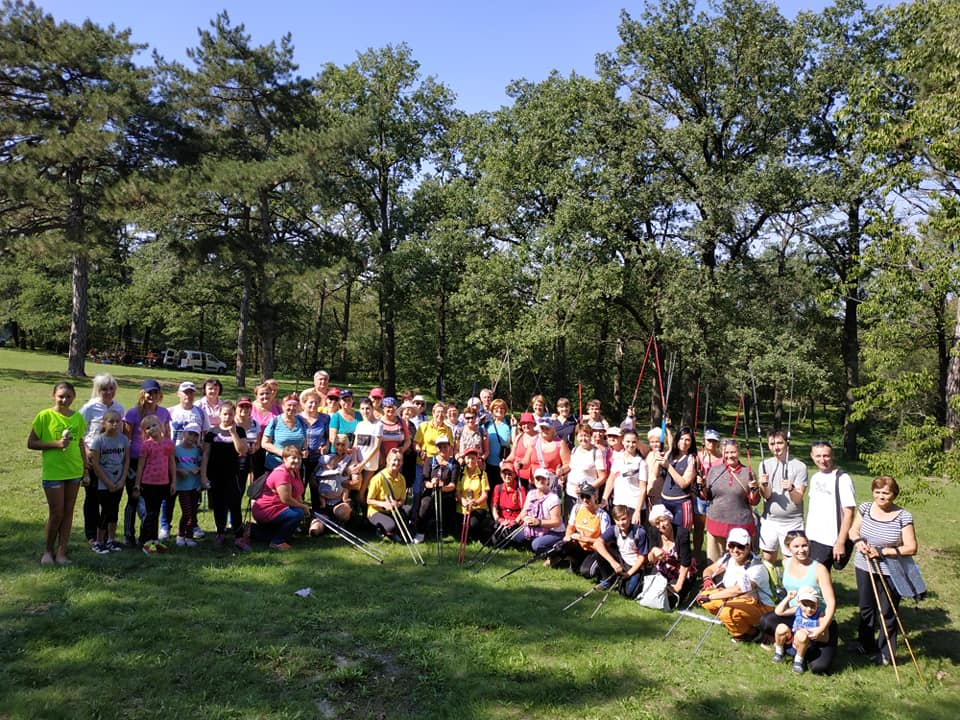

## Eredete
A sportág Finnországból indulva Észak-Európában már az 1930-as években elterjedt a sífutók körében, mint a leghatékonyabb nyári erőnléti edzést biztosító mozgásforma. Eredeti neve sauvakävely (ejtsd: "szauvakevëlü"), amely egy finn szó, jelentése „botos gyaloglás”.
A sportág mai formájában meglehetősen fiatal: az 1980-as évek közepén Tom Rulinka amerikai sportszakember kidolgozott egy, a maihoz hasonlító mozgásformát, ami akkor nem lépett túl az USA néhány államának határain, de mára nagy népszerűségnek örvend a tengerentúlon, mi több Európában és más kontinenseken is egyre több hívet szerez magának egyszerűsége, s hatékonysága miatt. A Nordic walking, korábban Nordic Pole Walking néven, 1997 tavaszán mutatkozott be hivatalosan önálló sportként. Finnországban, Marko Kantaneva sportoktató, aki sífutással is foglalkozott, tanulmányokat folytatott a Finnish Sport Institutenál, Vierumäki-ban 1994 és 1997 között. Szakdolgozati témájául választotta a sífutók nyári, botos edzésprogramját. Dolgozata nem csak oktatói figyelmét keltette fel, hanem a Finn “The Central Association for Recreational and Outdoor Sports” igazgatójának érdeklődését is. Markó Kantanevalk-tól egy rövid összefoglalót kértek az új sportról, amihez fotókat is vártak. Mivel ekkor még nem létezett Nordic Pole Walking bot, így rövidebb sífutó botokkal kezdődött meg a munka, melyeket az Exel Oyjni poliészter elemeket és sportszereket, közte sífutó botokat gyártó cég bocsátott a fotózás idejére Marko rendelkezésére.
Először gúnyos megjegyzések kísértek a Nordic Polek Walkingot Finnországban is. A "Feledékenyek sportja", szólt a kritika, utalva a Finneknél népszerű sífutás otthonfelejtett léceire. A cég felkérte Markot, hogy ne csak a sporteszköz fejlesztésében, hanem az új sport terjesztésében is működjön közre. Új értékesítési hálózat és új edzők, trénerek kellettek az új sporthoz, s új név is – Nordic Walking. Ezt az Exel Oyj, az INWA, a Nemzetközi Nordic Walking Szövetség létrehozásában látta biztosítottnak 2000-ben.
Azóta nem várt népszerűségre tett szert az új sport, elsősorban Skandináviában és Európa több más országban, hódít az Egyesült Államokban, Japánban és Ausztráliában is.
A régi mozgásformát sokféle módon, sokféle iskolában tanítják manapság. Önálló amerikai, európai, s többféle kevert stílus van a köztudatban ma már.

## Leírása
A Nordic walking egyesíti a gyaloglás vagy futás és a sífutás előnyeit. Fontos különbség a sétához képest a botok használata, amelyek révén  hosszabbakat lépünk, úgy, hogy a kezek és a lábak természetes, a járáshoz elengedhetetlen ellentétes mozgása megmarad. A botok használata dinamikát, ritmust ad a gyaloglásnak. Az edzések intenzitásuk szerint lehetnek lassabb tempójú zsírégető edzések vagy gyorsabb intenzitású kondinövelő edzések.